# المدمرة مادوكس (دد-731)

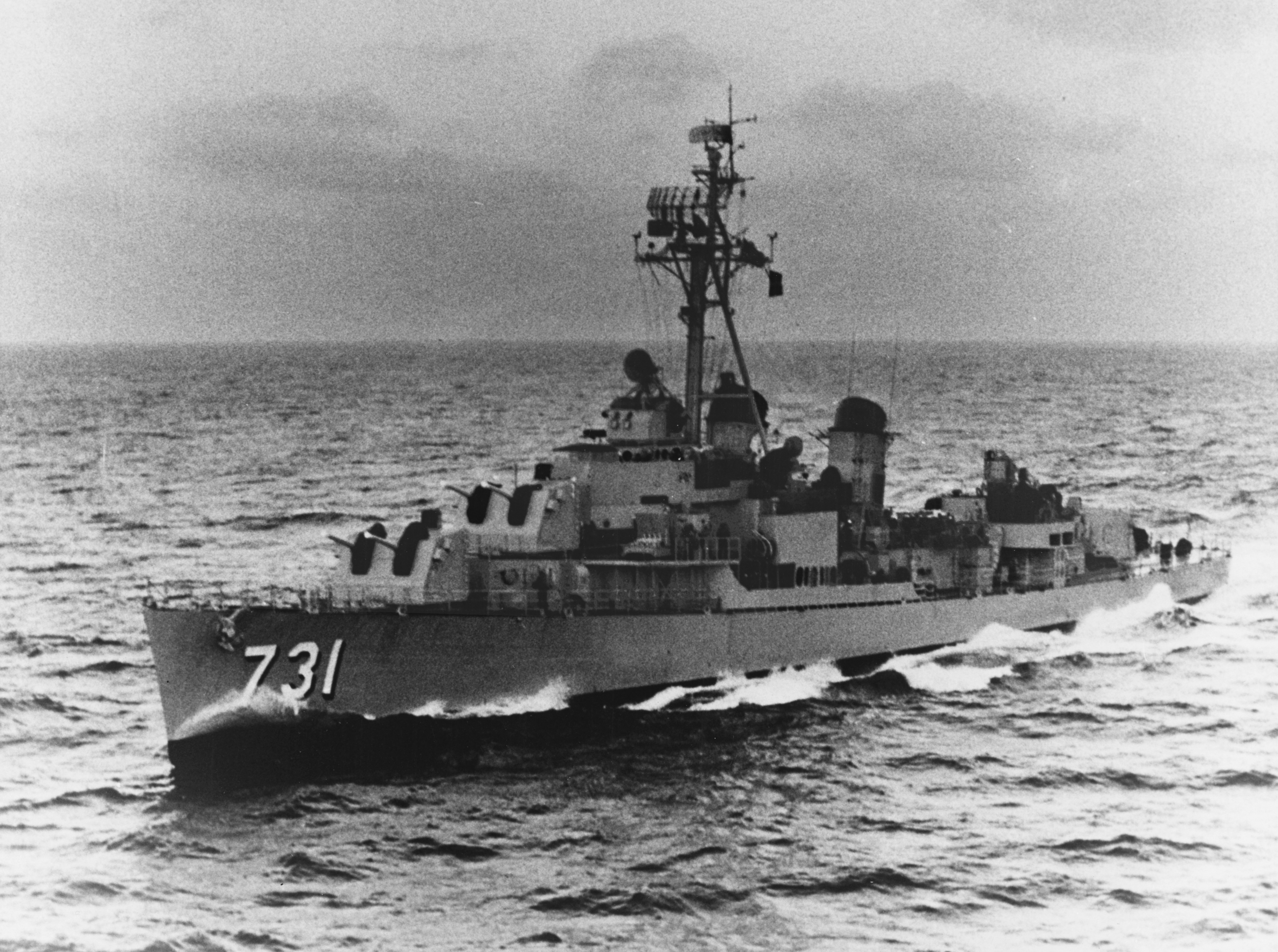

سُميت المدمرة يو إس إس مادوكس (دد-731) وهي مدمرة من طراز ألن إم سومنر تيمنًا باسم الكابتن ويليام إيه. تي. مادوكس من    مشاة البحرية الأمريكية. صُنعت المدمرة من قبل شركة باث لأعمال الحديد والفولاذ في باث في ولاية ماين في 28 أكتوبر 1943، وأُطلقت في 19 مارس 1944 من قبل السيدة هاري ويلهيت حفيدة الكابتن مادوكس، وأُدخلت في الخدمة في 2 يونيو 1944.
عملت مادوكس على حماية سفن قوة المهام السريعة أثناء ضربات ضد أهداف يابانية في غرب المحيط الهادئ. اصطدمت بها طائرة يابانية من ال كاميكازي قبالة فورموزا في 21 يناير 1945. غطت أيضًا الهبوط البحري في أوكيناوا في وقت لاحق، وأُلحقت بالأسطول السابع لدعم قوات الأمم المتحدة خلال الحرب الكورية. شاركت مادوكس في حصار وونسون، وهو حصار وقصف مدفعي للمدينة استمر لمدة 861 يومًا.
شاركت أيضًا في عمليات متبادلة على طول الساحل الغربي للولايات المتحدة وفي مياه هاواي بعد عام 1953، بالإضافة إلى الانتشار المنتظم في غرب المحيط الهادئ مع الأسطول السابع. غادرت مادوكس لونغ بيتش في 13 مارس 1964. رافقت في البداية مجموعة من شركات النقل السريع في بحر اليابان وبحر الصين الشرقي، إذ توجهت جنوبًا في 18 مايو وأصبحت جزءًا من دورية قبالة ساحل  فيتنام الجنوبية. شاركت في مناوشات مع قوارب الطوربيد الفيتنامية الشمالية خلال شهر أغسطس، وفي حادثة خليج تونكين أيضًا التي أدت إلى إصدار قرار خليج تونكين وزيادة تدخل الولايات المتحدة في الحرب الفيتنامية.

## سجل الخدمة

### الحرب العالمية الثانية
غادرت مادوكس بوسطن بعد تدريبات على المناورة ومحاربة الغواصات في 27 أغسطس متجهةً إلى نورفولك بفرجينيا في طريقها إلى المحيط الهادئ. وتم تعيينها عند وصولها إلى يوليثي في 21 أكتوبر 1944 في القوة الضاربة للحاملة السريعة 38.1 من الأسطول الثالث. شاركت مادوكس بصفتها عضوًا في هذه الوحدة الحربية في الإعداد والتغطية لعمليات غزو ميندورو ولوزون من 4 نوفمبر 1944 إلى 21 يناير 1945. عملت في هذه الفترة في الحماية وفي المحطات العسكرية في بحري الصين الجنوبي والشرقي، في حين قصفت الطائرات المنطلقة من حاملات الطائرات القواعد الجوية والبحرية من سايغون إلى فورموزا. اتجهت مادوكس إلى يوليثي للإصلاح بعد أن أُصيبت من قبل الكاميكازي قبالة فورموزا في 21 يناير 1945. غادرت المدمرة في 14 مارس إلى الجزر اليابانية الأساسية حيث انضمت إلى دورية حماية أثناء الغارات الجوية على كيوشو وجنوب هونشو. ثم انتقلت إلى أوكيناوا في 23 مارس لتقديم الدعم للضربات السابقة للغزو، وبقيت في الخدمة هناك بعد تاريخ الغزو في 1 أبريل. واصلت مادوكس لمدة ثلاثة أشهر تقريبًا حتى 13 يونيو 1945 تقديم الدعم لهذه الحملة في شكل قصف للشاطئ وتوفير الحماية للغارات على كيوشو وشيكوكو.
أبحرت مادوكس في 8 يوليو من ليتي للمشاركة في عمليات الأسطول الثالث قبالة جزيرتي هونشو وهوكايدو. قدمت أيضًا خدمات الحماية، المرابطة، وقصف الشاطئ من 10 يوليو وحتى وقف العمل العدائي في 15 أغسطس.
واصلت مادوكس بعد الاستسلام الياباني القيام بدوريات قبالة اليابان حتى مغادرتها خليج طوكيو في 20 سبتمبر وكان على متنها ركاب عسكريون في طريقهم إلى الولايات المتحدة الأمريكية. نقلت المدمرة ركابها إلى سان فرانسيسكو في 5 أكتوبر، ثم ذهبت إلى سان دييغو ووصلت في يوم 14. عملت هناك حتى 1 فبراير 1946 عندما عادت إلى الشرق الأقصى لدعم حركة قوات الاحتلال البحرية بين شنغهاي، تسينغتاو، وتاكو في الصين، ومينائي بوسان وجينسن في كوريا.

### الحرب الكورية
عملت مادوكس لمدة ثلاث سنوات بعد عودتها إلى سان دييغو في 24 مارس 1947 على الساحل الغربي للقيام برحلات تدريب احتياطي، وكانت بمثابة سفينة تدريب في الحرب المضادة للغواصات والمدفعية وشاركت في المناورات مع أسطول المهام الأول.
غادرت مادوكس سان دييغو متجهةً إلى الشرق الأقصى في 1 مايو 1950، ووصلت إلى هونغ كونغ في 26 يونيو، وهو اليوم التالي لبدء القتال في كوريا. عملت مادوكس بعد مغادرتها كوريا الجنوبية في اليوم التالي كحارس للطائرات وحامية مضادة للغواصات لصالح حاملتي الطائرات يو اس اس فالي فورج واتش ام اس تريومف. عملت هناك حتى أغسطس، ثم غادرت في الطريق إلى فورموزا. ساعدت في 4 مايو في تشكيل قوة دوريات فورموزا (التي أصبحت تايوان لاحقًا) لمنع الغزو الصيني الشيوعي لتايوان.
عادت مادوكس إلى كوريا في 7 سبتمبر وتولت مهمتي الحصار والقصف الساحلي. واصلت هذه المهمة، التي شملت قصف الهائي لسامشوك بالتنسيق مع هبوط إنشون في 15 سبتمبر، وذلك حتى مغادرتها إلى الولايات المتحدة الأمريكية في أوائل يناير 1951.  عملت مادوكس كسفينة تدريب عند وصولها إلى سان دييغو في 31 يناير 1951، ثم خضعت لعملية إصلاح شاملة قبل مغادرتها في الأول من ديسمبر 1951 للقيام بمهمتها الثانية في كوريا. قامت مادوكس خلال شهر فبراير 1952 بحماية حاملات الطائرات قبالة الساحل الشرقي لكوريا وقدمت الدعم عن طريق القصف الشاطئي لصالح القوات البرية التابعة للأمم المتحدة. عملت خلال شهر مارس مع قوة الدوريات التايوانية، ثم عادت إلى كوريا في أبريل. شاركت في حصار وونسون من 16 أبريل إلى 17 مايو، وبعد ذلك استأنفت مهام حماية شركات النقل السريع.
عادت مادوكس إلى سان دييغو في يونيو، حيث وصلت في 26 يونيو لتبقى شهرًا واحدًا فقط قبل أن تغادر إلى منزلها الجديد ميناء لونج بيتش. أبحرت مادوكس مرة أخرى بعد عدة عمليات محلية والإصلاح متجهة إلى الشرق الأقصى في 2 فبراير 1953. وكما حدث في مهمتها الكورية الثانية، قامت المدمرة بحراسة حاملات الطائرات السريعة على طول الساحل الشرقي لكوريا؛ شاركت في القصف الشاطئي، ولكن هذه المرة في أقصى شمال هونغنام، وخدمت لمدة أسبوعين في قوة الدوريات التايوانية، ثم عادت إلى لونج بيتش بعد الانتهاء من جولتها الكورية عام 1953 في 12 أغسطس لتصل في 30 أغسطس.
1954-1964
عملت مادوكس قبالة الساحل الغربي حتى الربيع اللاحق. ظهرت مادوكس في الفيلم الهوليوودي عودة من البحر الصادر عن الفنانين المتحدين في عام 1954. ثم أبحرت للعمل مع الأسطول السابع في 4 مايو 1954. شاركت في هذه الجولة التي استمرت حتى 5 ديسمبر في تكتيكات الحرب المضادة للغواصات وتمارين الحاملات الهجومية قبالة كيوشو، كوريا، ولوزون، بالإضافة إلى العمل مع قوة الدوريات التايوانية.
أكملت مادوكس ست رحلات بحرية إضافية إلى الشرق الأقصى من 14 يونيو 1955 إلى 2 مارس 1962. شملت هذه الرحلات البحرية تدريبات دفاعية مشتركة مع قوات دول سياتو الأخرى وعمليات تدريب مع قوات الدفاع الذاتي البحري الكورية الجنوبية والقومية الصينية واليابانية.
غادرت مادوكس لونغ بيتش 13 مارس 1964 بعد عملها قبالة الساحل الغربي لمدة عامين من مارس 1962 للقيام بجولة أخرى مع الأسطول السابع. ذهبت في البداية مع مجموعات شركات النقل السريع في بحر اليابان وبحر الصين الشرقي، ثم توجهت جنوبًا في 18 مايو وأنشأت دورية قبالة ساحل فيتنام الجنوبية.